# Akira Fudo
Akira Fudo (不動 明?, Fudō Akira), nome pronunciato con l'accento fonico sulla A (Ákira), è un personaggio immaginario e il protagonista della serie manga e anime Devilman, ideato da Gō Nagai. È un adolescente descritto come un ragazzo un po' vigliacco, ma in fondo dotato di grande bontà e coraggio. Un giorno si fonde con il sanguinario demone Amon, ottenendo il potere di trasformarsi in Devilman (デビルマン?, Debiruman) e si erge così a paladino dell'umanità per difenderla dai demoni, che sono decisi a sterminare il genere umano per riconquistare il dominio della Terra.
Akira è stato interpretato da diversi doppiatori, i primi dei quali sono stati Ryōichi Tanaka nel 1972 e Massimo Corizza nell'edizione italiana. Il personaggio è stato accolto positivamente nel manga e in Devilman Crybaby, tuttavia la versione di Akira apparsa negli original anime video è stata criticata.

## Concezione e sviluppo

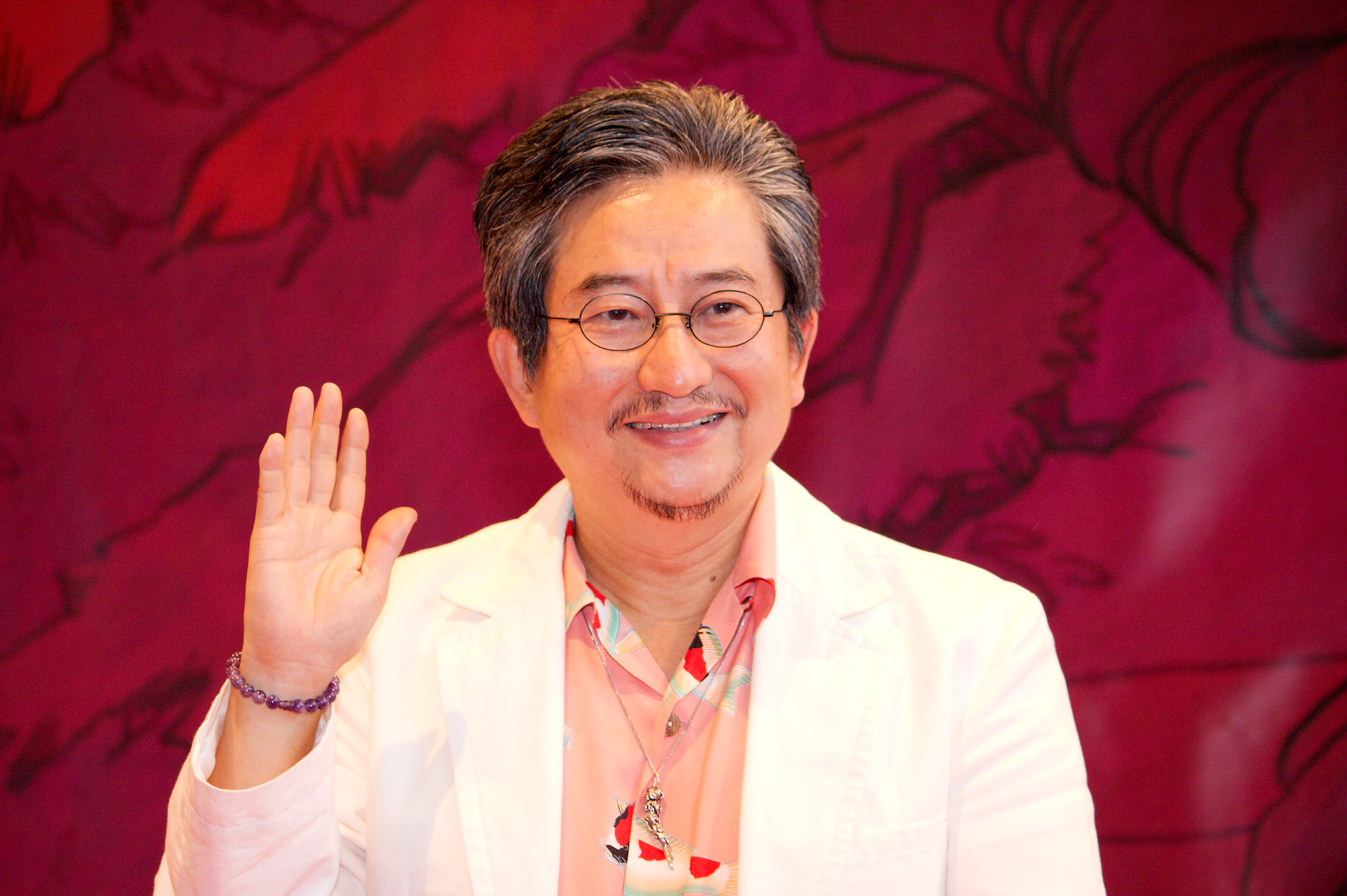
Gō Nagai, l'autore di Akira Fudo, nel 2008

Gō Nagai ideò Akira Fudo dopo la cancellazione di Mao Dante come protagonista di quello che sarebbe diventato Devilman. Mentre l'autore era al lavoro sul manga, i produttori di Toei Animation gli chiesero di adattare la storia per una serie televisiva anime, attenuando alcuni elementi e rendendo il protagonista più "umano che demone". Basandosi sulla reazione del pubblico, Nagai rese Akira un personaggio che combatte per sopravvivere. La serie televisiva riprende una versione più "semplice" di Akira: «Male vs. Male, facendolo apparire come un eroe. Il male prende possesso del suo corpo e per proteggere Miki, la ragazza che ama, l'eroe entra a far parte del mondo umano e combatte il male». La versione di Akira del fumetto invece è molto più complessa, soffrendo molto di più della controparte anime. Inizialmente, l'autore aveva ideato Devilman per concentrarsi solamente sulla trasformazione di Akira da un personaggio timido a un guerriero, e la violenza venne da sé. Tuttavia cambiò idea in corso d'opera, e decise di enfatizzare i combattimenti per dare un messaggio contro la guerra. Parlando della versione "Devilman" di Akira, Nagai cercò di dargli un aspetto che facesse paura al lettore, ma alla fine scelse un design "strano" che paragonò a quello del Mazinger Z di Koji Kabuto, sempre da lui ideato. Per la versione dell'anime venne creato un design originale, con un abbigliamento che assomigliava a vestiari e mutande, cosa che non piacque a Nagai.
Durante il climax del manga, Nagai volle mostrare Akira nel suo stato peggiore, come quando il protagonista scopre che Miki è stata uccisa da diverse persone e, in un momento di follia, li uccide tutti, sostenendo che "non [fossero] più umani". In questa parte della storia Nagai intendeva mostrare ai lettori come una situazione di caos può portare alla guerra indipendentemente dalla fazione in cui si è. Secondo l'autore la morte di Miki ebbe un grande impatto sul personaggio, simboleggiando la "morte della pace" nel suo cuore. Questa scena venne inserita anche per differenziarsi dalla classica scena in cui l'eroe salva la damigella in pericolo, considerata dall'autore "troppo ordinaria nei manga".
Kenichi Takeshita, il regista dell'OVA Amon - The Darkside of Devilman, volle esplorare maggiormente nella serie la relazione di Akira e Miki anche dopo la morte di quest'ultima, utilizzando dei flashback. Motivò questa scelta con la volontà di dare un più ampio contesto agli spettatori e reputandola la parte più importante della storia.
In Devilman Crybaby Masaaki Yuasa cercò di rendere Akira e il coprotagonista Ryo Asuka più "cool". Il regista ha definito Akira "fedele alla sua determinazione dall'inizio alla fine" in contrasto con Ryo e un "piagnucolone che alla fine riesce a far piangere (anche) Satana".

## Descrizione del personaggio

### Umano
Da umano, Akira è un ragazzo piuttosto alto e snello, con penetranti occhi scuri, capelli neri lasciati incolti e sopracciglia particolarmente voluminose. Dopo la fusione con Amon, Akira diventa più muscoloso, i canini si allungano, mentre attorno ai suoi occhi appaiono due occhiaie scure che rendono il suo sguardo molto più minaccioso.

### Devilman
Durante la trasformazione i capelli di Akira si sollevano in corna simili ad ali da pipistrello che si estendono ai lati della testa. In mezzo a queste, appaiono altre due corna più piccole e dritte. Le gambe e il bacino si coprono di peli e gli spunta una piccola coda. Nelle mani crescono lunghi artigli, mentre la bocca si allarga mettendo in mostra denti da carnivoro. Dietro la schiena gli spuntano due ali da pipistrello retrattili.
In Amon - The Apocalypse of Devilman, il suo aspetto cambia: le corna ai lati della testa divengono ali vere e proprie, mentre i peli sono sostituiti da una pelle viola e gli occhi divengono giallognoli.
Nella serie TV Devilman è molto diverso: appare come un supereroe umanoide di colore verde, con corna nere pressoché uguali a quelle del Devilman originale. Indossa degli slip verdi ed è dotato di ali retrattili simili a mezzelune rosse.

### Poteri e abilità
Prima della fusione Akira è un ragazzo qualunque, che non eccelle né per forza, né per agilità. Dopo la fusione è in grado, pur rimanendo umano, di usare parte dei suoi poteri demoniaci, tra cui superforza, agilità e fattore rigenerante. Possiede diverse mosse speciali come il "Devil Beam", un fulmine emanato dalla fronte che può avere due effetti diversi ossia uno esplosivo e uno tagliente, il "Devil Burn", due potenti fasci di luce che incendiano qualunque oggetto entri in contatto con essi, e molti altri.
Gli attacchi sono differenti tra le versione originale e quella dell'anime.

## Biografia del personaggio
Akira Fudo è un ragazzo timido che vive a Tokyo con la famiglia Makimura, dato che i suoi genitori sono in Europa per lavoro. È innamorato di Miki Makimura, sua coetanea e figlia dei Makimura, ma lei tende a considerarlo più come un amico. Ryo Asuka, un vecchio amico di Akira, gli chiede di condividere con lui "un'eredità spaventosa" lasciatagli dal padre, che si è suicidato. Giunti a casa di Ryo, il ragazzo mostra ad Akira un'orribile maschera di pietra dall'aspetto demoniaco, opera di una razza che ha abitato il pianeta Terra prima dell'uomo, in un'epoca remotissima: i demoni. Akira la indossa, vedendo i ricordi dei demoni. Ryo spiega poi all'amico che questi esseri non si sono affatto estinti con l'avvento dell'Era glaciale, bensì sono andati in letargo, per poi risvegliarsi nella nostra epoca per invadere la Terra e sterminare il genere umano. In seguito, nel mentre che Ryo riaccompagnava Akira a casa, i due vengono attaccati da un gruppo di demoni, costringendo i due a rifugiarsi in una camera blindata della casa di Ryo. Qui Ryo spiega ad Akira che l'unico modo per combattere i demoni e acquisirne i poteri è necessario fondersi con uno di loro. Ryo porta quindi Akira in un club notturno, dove si fonde con Amon durante una battaglia  Akira, però mantiene il senno e si trasforma in "Devilman", potentissimo essere metà uomo e metà diavolo che in poco tempo stermina tutti i demoni presenti nella sala. Akira durante la serie sarà costretto a combattere diversi demoni, come Sirene e Jinmen.
In seguito a questi avvenimenti, i demoni decidono di passare all'azione contro il genere umano, scagliandosi su tutto il pianeta e distruggendo tutto ciò che gli capita a tiro. Akira tenterà di combatterli, formando anche una squadra di Devilman, diventando però bersaglio anche degli umani, accecati dal panico. Ryo nel mentre rivela a tutti la sua vera natura, annunciando al mondo intero la vera identità di Akira, mostrando un filmato in cui il ragazzo si fonde con Amon. Il padre di Miki, convinto della sua innocenza lo aiuta a scappare, ma lui e sua moglie vengono arrestati dal governo. Un gruppo di umani impazziti nel mentre attaccano la casa Mikimura, uccidendo il fratellino minore e la stessa Miki. Akira, vedendo il cadavere della sua amata, discende alla follia e uccide brutalmente tutto il gruppo, non considerandoli più "umani". 20 anni dopo la completa estinzione del genere umano, Akira sfida Ryo, che ormai ha rivelato a tutti essere Satana, ma muore tra le sue braccia.

## Altri media
Akira è apparso nello spin-off Devilman - Time Travellers, dove il protagonista, assieme a Ryo, viaggia nel tempo, incontrando personaggi storici come George Armstrong Custer e Adolf Hitler. In Amon - The Apocalypse of Devilman Akira perde completamente il controllo di Devilman dopo la morte di Miki, ma lo riacquisisce dopo aver sconfitto Amon. In Strange Days - The Apocalypse of Devilman viene maggiormente esplorato il finale della serie e come Akira ha creata la sua fazione durante l'apocalisse. Akira riappare anche nei manga sequel Violence Jack e Devillady.
Nell'adattamento anime originale il personaggio differisce marcatamente dalla sua controparte del manga, in quanto all'inizio della storia Akira e suo padre sono morti scalando l'Himalaya e lo spirito di Amon possiede il corpo di Akira, riportandolo in vita. Nel 2018 è stato tratto un altro adattamento più fedele all'opera originale intitolato Devilman Crybaby. È stato prodotto anche un film live-action nel 2004 con lui protagonista.
Akira è apparso in alcuni crossover come Mazinga Z contro Devilman, dove incontra Koji Kabuto, Il pazzo mondo di Go Nagai e Cyborg 009 vs Devilman.

## Accoglienza

### Critica
Akira è stato apprezzato dal pubblico e dalla critica. Thomas Zoth di Mania Entertainment lo ha inserito al 5° posto nella lista dei "10 eroi anime più iconici". Rebecca Silverman di Anime News Network ha apprezzato il personaggio all'inizio della storia per il suo carattere gentile ed eroico, ma ha criticato la sua relazione con Miki e di come lei rimproveri questi suoi tratti. Secondo Silverman quando Akira si fonde con Amon e diventa quindi più violento, Nagai voleva rappresentare un ragazzo in piena crescita che comunque conserva il proprio carattere gentile. Anche se il rapporto tra Akira e Ryo non è stato approfondito troppo nel manga, Silverman ha lodato la tensione omoerotica che c'è fra i due personaggi, sostenendo che si tratta di un aspetto interessante per i lettori. Jason Thompson sempre su Anime News Network ha sostenuto che la scena in cui Akira non riesce a salvare Mika e la sua famiglia è come un vedere "l'incubo di un bambino".
Per la versione animata The Anime Review ha elogiato come lo studio di animazione abbia realizzato la trasformazione in Devilman, tuttavia ha criticato la rappresentazione della relazione del personaggio con Ryo. Anche Paul Jensen di Anime News Network ha elogiato la trasformazione, ma ha trovato le motivazioni di Akira troppo "semplici" in questo adattamento. Andrew Pragasam di The Spinning Image ha apprezzato la nuova versione di Akira presentata in Amon - The Darkside of Devilman, soprattutto i risentimenti che ha per la morte di Miki, che gli fa perdere la sua umanità e lo fa trasformare interamente in Amon. Ha inoltre elogiato la violenza di Amon dopo aver preso il controllo e il climax, quando i due si dividono per decidere chi sarà Devilman. Mania Entertainment ha sottolineato il contrasto tra Akira e Amon visto che quest'ultimo non prova compassione per nessuno al contrario del gentile Akira che perde la compostezza solo durante l'armageddon.
L'adattamento Devilman Crybaby mostra una versione ancora diversa del personaggio di Akira, anch'esso discusso dalla critica. Heather Alexandra e Chris Person di Kotaku hanno elogiato il rapporto di Akira e Ryo e di come sia esplorato nel finale, quando quest'ultimo si rende contro dei propri sentimenti dopo averlo già ucciso. Michael Pementel di Bloody Disgusting ha apprezzato come Akira rinunci alla sua morale "dualistica" quando capisce che anche i demoni hanno una loro speciale umanità. Il rapporto con Miki e la reazione alla sua morte, causata dagli umani, da parte di Akira sono stati definiti da Pementel "troppo tragici", soprattutto perché Akira è costretto a vedere i resti del cadavere della sua amata. Megan Farokhmanesh di The Verge ha elogiato il personaggio, considerandolo sia un ottimo lottatore che una persona premurosa quando diventa Devilman. Anch'egli ha apprezzato il rapporto con Ryo. Mike Toole di Anime News Network ha trovato questa versione di Akira "stranamente empatica" a causa del suo comportamento "sensibile" in contrasto con la versione originale Nagai. Rob Salkowitz di Forbes descrive Akira come una persona "troppo diversa" dopo essere diventato Devilman, anche se mantiene la sua umanità.

## Influenza culturale
Il personaggio di Akira Fudo e la sua trasformazione in Devilman, dopo la fusione con Amon, hanno influenzato molto i personaggi immaginari delle opere successive. Secondo Thomas Zoth di Mania Entertainment è stato proprio lui a causare uno spostamento degli shōnen verso temi più seri.
Hideaki Anno sostiene che, durante la produzione di Neon Genesis Evangelion, le espressioni e il design di Akira, trasformato in Devilman, hanno influenzato molto l'unità EVA-01. Takeshi Obata, il disegnatore di Death Note, si ispirò ad Akira durante lo sviluppo del design del personaggio di Elle per renderlo più "accattivante".
Diversi critici hanno notato somiglianze tra il personaggio di Akira e quello di Gatsu del manga Berserk di Kentarō Miura. Entrambi sono due ragazzi costretti a combattere con qualcosa molto più grande di loro. È stato paragonato anche il rapporto tra Akira e Ryo con quello fra Gatsu e Grifis. Diverse tavole di Gatsu sembrano inoltre essere riferimenti a delle scene di Akira in Devilman. Miura non si è espresso al riguardo, ma in un'intervista ha sostenuto che ha creato Berserk "mischiando tutto quello che gli piaceva". Similmente diversi critici hanno paragonato il personaggio di Denji di Chainsaw Man ad Akira. Secondo Mary Lee Sauder di Honey's Anime, Akira potrebbe aver influenzato anche Madoka Kaname di Puella Magi Madoka Magica e il suo rapporto con Homura Akemi.
Lo staff di The King of Fighters '94 ha dichiarato che Akira ha influenzato il personaggio di Kyo Kusanagi, tuttavia l'artista Nona ha dichiarato che è stato difficile sviluppare Kyo come un personaggio eroico, visto che non considera Akira un eroe. La forma diavolo di Kazuya Mishima di Tekken è ispirata ad Akira.